# لويس ماكسويل (سياسي)
لويس ماكسويل (بالإنجليزية: Lewis Maxwell)‏ هو محامي وسياسي أمريكي، ولد في 17 أبريل 1790 بمقاطعة تشيستر في الولايات المتحدة، وتوفي في 13 فبراير 1862. انتخب عضو مجلس نواب الولايات المتحدة عن ولاية فرجينيا وانتخب عضو مجلس النواب الأمريكي.